# Croix hosannière de Chermignac
La croix de Chermignac est une croix hosannière située à Chermignac, en France.

## Localisation
La croix est située dans le département français de la Charente-Maritime, sur la commune de Chermignac, en face de l'église Saint-Quentin.

## Historique
La croix date du XVe siècle.
Elle est classée au titre des monuments historiques le 5 novembre 1906.